# Allium atroviolaceum
Ail violet
Espèce
Classification APG III (2009)
Allium atroviolaceum (ou ail violet) est une espèce de plante herbacée vivace appartenant au genre Allium (les ails ou aulx) et à la famille des Amaryllidacées.